# 格罗德诺航空公司
格罗德诺航空公司是白俄罗斯一家位于格羅德諾機場的货运航空公司。 

## 历史
前身为格罗德诺通用航空飞行大队，其历史可以追溯到1945年。曾使用波-2、雅克-12、安-2等飞机，从事农业航空，在苏联各地耕地作业面积达100万公顷。

## 機隊
拥有1架安-30飞机、1架安-32飞机、3架安-12飞机和11架安-2飞机。

## 事故
- 2021年11月3日：格罗德诺航空公司安-12货机空难_(2021年)

## 外部連結
- 官网 （页面存档备份，存于）